# Лаговица
Лагови́ца (пол. Łagowica, Łagowianka) — река в Польше, основной левый приток реки Чарна, протекает по территории Келецкого и Опатувского поветов Свентокшиского воеводства на юго-востоке страны. Длина — 29,3 км, площадь бассейна — 197,3 км². Средний расход воды составляет 0,19 м³/с на водомерной станции Моха.
Исток находится в Свентокшиских горах. Протекает через населённые пункты Дурачув, Лагув, Ракув и Пулачув в общем южном направлении. В Чарну впадает недалеко от села Ракув на уровне водохранилища Ханьча.
Долина реки имеет одну террасу, возвышающуюся на 5-12 метров над поймой и сложенную ярко-жёлтыми среднезернистыми песками.
В XVI—XVIII веках в долине реки была развита чёрная металлургия.